# Josef Sedloň
Josef Sedloň (* 6. prosince 1969 Praha) je český diskžokej, moderátor hudebních pořadů, hudební redaktor a promotér.

## Osobní život
Vystudoval Gymnázium Elišky Krásnohorské a následně Vysokou školu ekonomickou, obor Zahraniční obchod. Jeho prvním veřejným vystoupením byla diskotéka v klubu 007 na Strahově v květnu 1990, kde vystupuje dodnes.
Na podzim roku 1990 začal připravovat hudební pořad Nezávislá scéna na stanici Československý rozhlas v pořadu Mikrofórum. Později externě pracoval jako hudební redaktor na stanici Radiožurnál. Od roku 1991 do současnosti působí na pražském Radiu 1, kde připravuje čtyři hudební pořady (Novinky na alternativní scéně, Intro, Seance a CD nonstop) a pravidelně každé úterý také odpolední vysílání.
V letech 1995 až 2003 byl spolumajitelem promotérské agentury Lighthouse, která do České republiky dovážela přední zahraniční umělce převážně z oblasti elektronické taneční hudby a pořádala jeden z prvních festivalů taneční hudby, Open Air Field 1997 v Praze v Letňanech a poté i další ročníky 2000 - 2003 u Proboštských jezer.
Od roku 1995 mixuje z vinylových desek v klubech po celé ČR i v zahraničí a jako DJ poté také namixoval a sestavil několik kompilací, viz Dílo.
V roce 2003 připravoval týdenní hudební pořad Alternativa na stanici ČRo 1 Radiožurnál. Od roku 2005 až 2017 připravoval na stanici ČRo 3 Vltava každý měsíc dva hudební pořady, Čajovna Alternative - novinky ze zahraniční alternativní hudby a pořad Ambient, který byl zaměřen na klidnou, meditační hudbu. Od roku 2017 na Vltavě v tomto pokračuje  jednou měsíčně v pořadech Art Café a Noční hudba.
Jako producent zároveň spoluprodukuje od roku 2005 v projektech Uncless, Life Kids nebo Universal Loosers.
Od konce roku 2005 spolupracuje s klubem Palác Akropolis na koncertní sérii Music Infinity, kde je prezentováno to nejzajímavější ze současné alternativní hudební scény. Od roku 2014 pořádá také audiovizuální festival Spectaculare, který uvádí aktuální jména z oblasti progresivní elektronicko-akustické hudby, a to včetně speciálních showcaseů hudebních vydavatelství. Festival dále nabízí také hudební workshopy, filmy, výstavy či divadelně-taneční představení.

## Dílo
- CD - Pure Future 2001[3] - Tripmag (2000)
- CD - Pure Future 2003[4] - XMAG (2002)
- CD - Slice of Pork – Ultram:x Sampler 03 - Ultram:x (2002)
- CD - The Best Of Čistá Stage[5] - XMAG (2005)
- CD - Breakbeat Conference – Best of Czech Breaks compilation - Filter (2009)
- CD - Elemental Sound kompilace – Živel (2011)
- CD - Clarinet Factory – Worx & Reworx – (2CD Best of + Remixy od domácích i zahraničních interpretů) – Supraphon (2014)